# Етельстан
Етельстан (англ. Athelstan, Æþelstān; 895–939) — король Англії з 924 до 939. Син Едуарда Старшого й онук Альфреда Великого, він був коронований у 925 в Кінгстоні-на-Темзі; підкорив частину Корнуолу й Уельсу й переміг валлійців, шотландців і данців біля Брунанбурга в 937.

## Боротьба за престол

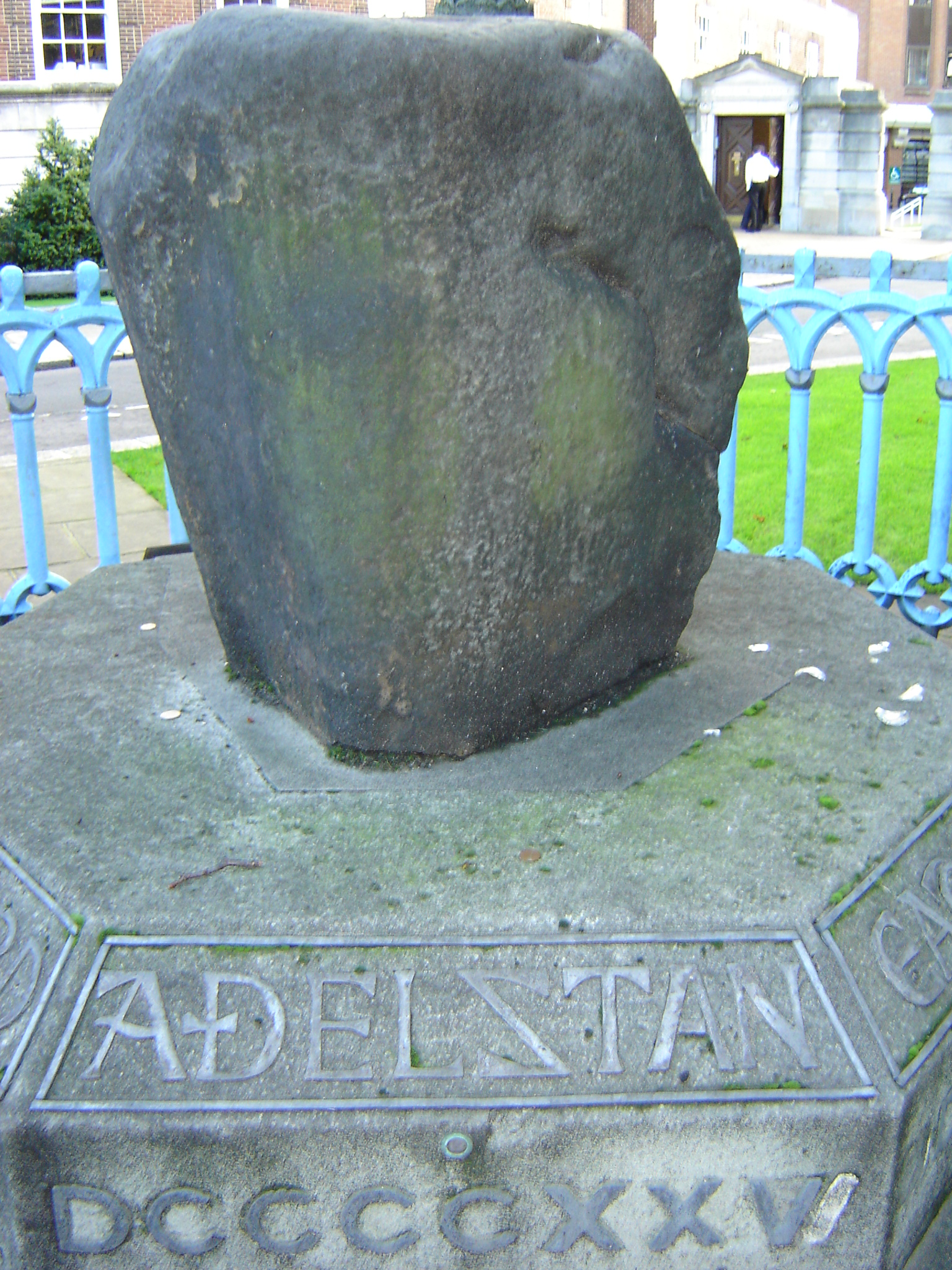
Коронаційний камінь Етельстана на сучасному постаменті у Кінгстон-апон-Темс

Батьком Етельстана був король Едвард (Едуард) Старший, а матір'ю, за повідомленням Вільяма Мальмсберійського, проста пастушка Егвіна, яку Едвард кохав ще до вступу до законного шлюбу. У ранньому дитинстві Етельстан був відряджений своїм батьком до Мерсії, де виховувався при дворі своєї тітки, правительки Етельфледи. Це дало йому підтримку мерсійської знаті, яка буде проявляти лояльність до Етельстана упродовж всього його правління. Ще до смерті короля Едуарда Етельстан став знаменитим завдяки своїй хоробрості у війнах з данами.
Точно невідомо, кого зі своїх синів Едуард Старший назвав своїм наступником — Етельстана, як про це розповідає Англосаксонський часопис, чи одного зі своїх законних синів, як витікає з подальшого розвитку подій, але по його смерті 17 липня 924 року вітенагемот обрав новим королем Англії зведеного брата Етельстана Етельвірда. Етельстан отримав Мерсію з титулом короля. Однак Етельвірд вже 2 серпня несподівано помер й низка джерел стверджує, що його було вбито за наказом Етельстана. Після цього Етельстан проголосив себе королем усієї Англії. Коронація Етельстана відбулась у місті Кінгстон-апон-Темс 4 вересня 925 року.
У наступні роки Етельстану вдалось розправитись з усіма можливими претендентами на престол. Змова Альфреда, який заявляв про відсутність у Етельстана прав на престол через його незаконнонародженість, була розкрита, її учасники були покарані, а сам Альфред помер у Римі, куди його відправив Етельстан, щоб отримати прощення за заколот від самого папи римського. Брат Етельстана, Едвін, у 933 році втопився у морі і хроністи Вільям Мальмсберійський та Сімеон Даремський заявляють, що його смерть була влаштована королем Етельстаном.

## Підкорення Данелагу
Головною подією перших років правління Етельстана стало повне підкорення Англією останньої частини Данелагу — скандинавської Нортумбрії. Хоча королі Йорка за Едварда Старшого визнавали над собою верховну владу короля Англії, після його смерті вони стали управляти своїми землями цілком незалежно. Бажаючи посилити зв'язки між англійською королівською родиною та правителем Нортумбрії, Етельстан 30 січня 926 року зустрівся у Тамворті з королем Йорка Сігтріггом й видав за нього одну зі своїх сестер. Це був другий шлюб Сігтрігга, й від першого шлюбу він уже мав дорослого сина. У відповідь Сігтрігг знову визнав над собою верховну владу англійського короля і прийняв хрещення.
Однак наприкінці весни чи початку літа 927 року король Йорка несподівано помер. Новими королями були проголошені син Сігтрігга від першого шлюбу Олаф Куаран і брат померлого короля Гутфріт, що прибув з Ірландії. Король Етельстан також заявив про свої права на Нортумбрію, з військом виступив у похід, взяв Йорк і змусив місцевих данів скласти присягу на вірність собі. Олаф Куаран та Гутфріт втекли до короля Шотландії Костянтина II. Таким чином вперше за історію всі землі Англії опинились під владою одного правителя. Тепер північні кордони володінь Етельстана досягли Ферт-оф-Форта.

## Визнання правителями Британії влади короля Англії
Закріплюючи своє нове придбання, король Етельстан 12 липня 927 року організував у містечку Еамонт (Еамонт-Брідж, поблизу Бамбурга) зустріч із правителями інших областей Британії. Тут були присутніми, князь Дехейбарта Хівел Дда, король Шотландії Костянтин II і правитель Бамбурга й віце-король Берніції Елдред, а також король Стратклайду Еоган I (або Оуен). Присутні на зустрічі правителі оголосили про визнання над собою верховної влади короля Етельстана й присягнули не мати жодних союзів з поганцями (тобто вікінгами). Тут же Етельстан став хрещеним батьком одного з синів короля Костянтина II, ймовірно, Індульфа.
У наступні кілька років Етельстан ще більше зміцнив свою владу у Британії, в першу чергу за рахунок підкорення князів Уельсу й Корнуолу. У 928 році король Англії здійснив похід проти валлійців, змусив їхніх правителів присягнути собі в Герефорді й наклав на Уельс тяжку данину.
Близько 931 року Етельстан в Екстері склав присягу від корнуолльських правителів і встановив кордон між своїми та їхніми володіннями.

## Похід до Шотландії
З моменту приєднання до володінь короля Англії Нортумбрії 927 року упродовж 7 років у джерелах немає жодних відомостей про англійсько-шотландські зв'язки, тому незрозуміло, що стало у 934 році причиною великого походу, організованого Етельстаном до Шотландії. Армія англосаксів до 28 травня зібралась у Вінчестері і, вирушивши у похід під командуванням самого короля Етельстана, 7 червня досягла Ноттінгема. Військо супроводжували князь Дехейбарту Хівел Дда, король Гвінеда Ідвал ап Анарауд та Морган ап Оуен. Пройшовши через Мерсію, військо дісталось Честер-ле-Стріта, де розбило табір, очікуючи підходу кораблів. Звідси Етельстан вирушив проти короля Стратклайду Еогана I і завдав йому поразки, потім вторгся до володінь короля Костянтина II й досягнув Дуннотара й Фортріу, у той час як його флот здійснив напад на Кейтнесс. Військо Етельстана розграбувало всі області Шотландії, якими воно пройшло. 13 вересня 934 року у Букінгемі було підписано хартію, за якою Костянтин II визнавав над собою верховну владу короля Етельстана.
У 935 році король Шотландії був присутнім на зібраному Етельстаном у Кіренчестері вітенагемоті й тут, серед інших підпорядкованих Етельстану правителів, таких як Хівелл Дда й Еоган I Стратклайдський, підписав видану королем Англії хартію. На Різдво того самого року король Стратклайду Еоган I й кілька валлійських князів були присутніми на новому вітенагемоті, скликаному Етельстаном, але короля Шотландії на цих зборах не було.

## Битва під Брунанбургом
Підкорення Шотландії королю Англії спричинило дії у відповідь з боку короля Костянтина II: він уклав спрямований проти Етельстана союз із королем Стратклайду Еоганом I та королем Дубліна Олафом Гутфрітссоном. У 937 році військо союзників, до якого приєднались кілька дрібних валлійських та бритських правителів, вторглось до володінь Етельстана. Їм назустріч вийшло військо англосаксів на чолі з королем Етельстаном та його братом Едмундом. На північ від річки Гамбер відбулась знаменита битва під Брунанбургом. Це була велика й кривава битва, спогади про яку збереглись у пам'яті всіх народів, що брали у ній участь. У результаті битви, що тривала весь день, англосакси завдали своїм супротивникам нищівної поразки.
Незважаючи на масштаб перемоги, здобутої під Брунанбургом, значних результатів Етельстану ця перемога не принесла, а його подальша смерть знову привела Англію до сутичок зі скандинавами та з Шотландією.

## Король усієї Британії
Після битви під Брунанбургом могутність короля Етельстана досягла свого максимуму. Його верховну владу визнавали майже всі правителі Британії, які підтверджували це своєю участю у вітенагемотах, які скликав король Англії та підписанням хартій титулами, що показували їхню підпорядкованість Етельстану. Це положення було зафіксовано у прийнятті Етельстаном нового титулу — Король усієї Британії, що карбувався на його монетах. Більше того, в одній з хартій його наділено титулом, рівним до титулу імператора: r[ex] tot[ius] B[ritanniae].
Вплив короля Етельстана особливо проявив себе в Уельсі, князі якого стали постійними учасниками зібрань знаті Англії. Завдяки впливу ідеї зміцнення королівської влади, яку реалізовував Етельстан, один з найсильніших правителів Уельсу, Хівелл Дда, надалі став першим, хто прийняв титул короля Уельсу.
Вплив Етельстана розповсюджувався не лише на Британію, але й на землі на континенті. Серед осіб, що знайшли притулок при його дворі, були Людовік IV Заморський, якому Етельстан допоміг у поверненні престолу Західного Франкського королівства, майбутні герцог Бретані Алан II і король Норвегії Хакон I Добрий. Проваджуючи політику укладання шлюбів з найвпливовішими правителями континентальної Європи, Етельстан 917 чи 919 року видав одну зі своїх сестер, Еадгіфу, за короля Західного Франкського королівства Карла III Простакуватого, у 926 році видав другу сестру, Еадхільду, за герцога Франції Гуго Великого, а у 929 році видав свою третю сестру за герцога Саксонії Оттона I Великого.
Від часів короля Етельстана збереглось кілька кодексів законів, укладених при його канцелярії.

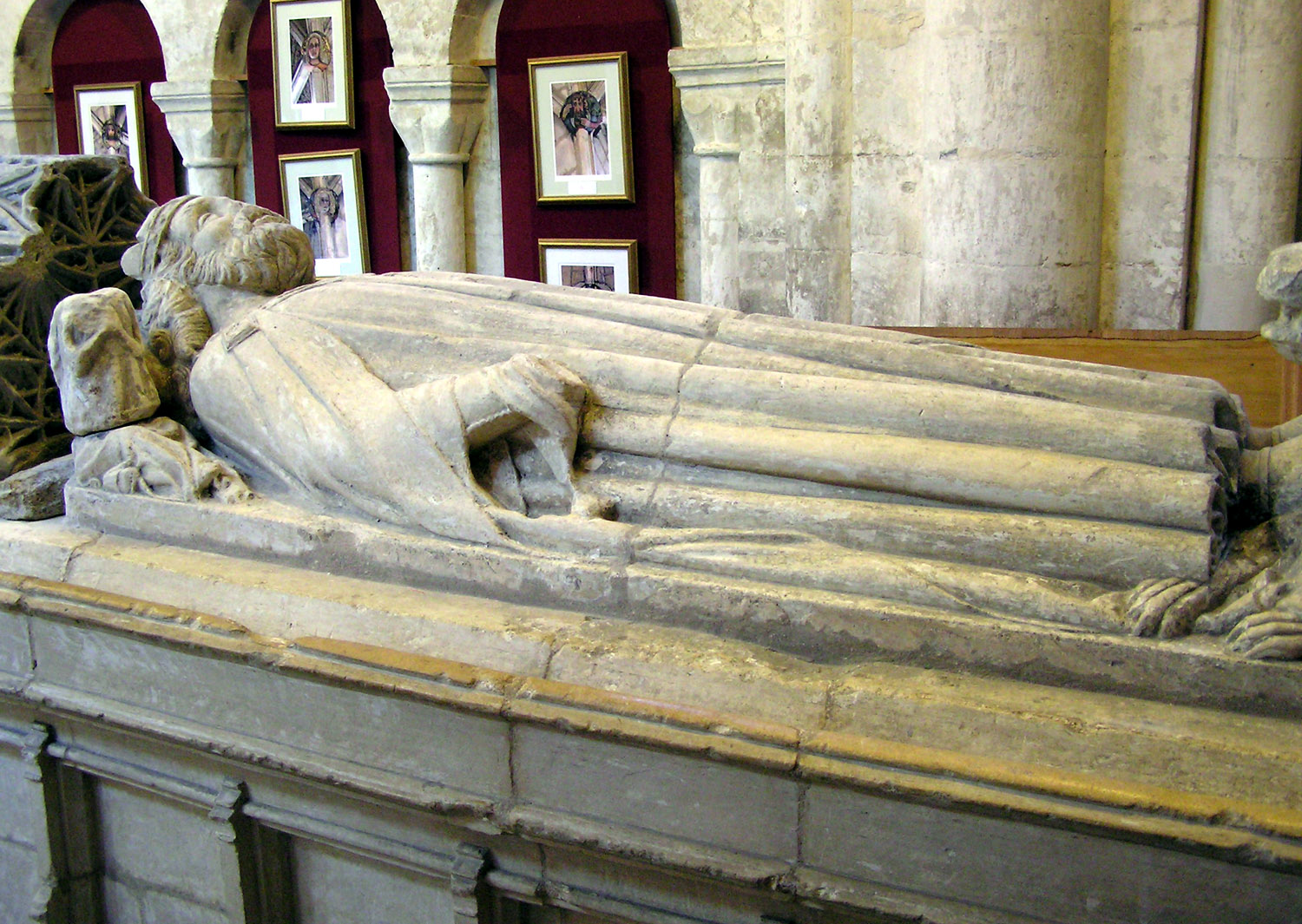
Надгробок Етельстана в абатстві Мальмсбері

## Смерть Етельстана
Король Етельстан помер у Глостері 27 жовтня 939 року. Відповідно до його волі, його було поховано не у родинній усипальниці Вессекської династії у Вінчестерському соборі, а в абатстві Мальмсбері, яке він особливо поважав і любив. Рештки Етельстана були втрачені 1539 року, коли за наказом короля Генріха VIII були розпущені всі англійські монастирі. Нині король Етельстан вважається покровителем і почесним громадянином міста Мальмсбері.
Етельстан не був одружений, тому трон перейшов до його брата, короля Едмунда I.